# Тајка Вајтити
Тајка Дејвид Коен (енгл. Taika David Cohen; Раукорк, 16. август 1975), професионално познат као Тајка Вајтити (енгл. Taika Waititi), новозеландски је филмаџија, глумац и комичар. Освојио је Оскара, награду БАФТА и награду Греми, а двапут је номинован за награду Еми за програм у ударном термину. Његови дугометражни филмови Дечак (2010) и Лов на дивљаке (2016) били су најуспешнији новозеландски филмови. Године 2014. снимио је псеудодокументарну хорор комедију Шта радимо сакривени, у којој је тумачио једну од главних улога. Вајтити је проглашен за једног од 100 најутицајнијих људи на свету 2020. године на листи часописа Time.